# Мелхиседек Грузијски
Мелхиседек I Грузијски (груз. მელქისედეკ I) је био први католикос-патријарх целе Грузије, од 1010. до 1033. године, који је владао из Анија. 
Грузијска православна црква га поштује као светитеља. Пре њега, поглавари Грузијске цркве носили су само титулу католикоса Картлија. Уједињење Грузије у јединствено краљевство од стране Баграта III (р. 975–1014) довело је до промене титуле.
Године 1031. Мелхиседек је успешно поднео петицију Баграту III за порески имунитет за Цркву, показујући важну моћ коју је Црква имала у то време и њен утицај на државу.
Посетио је Цариград неколико пута и састао се са византијским царем Василијем II.
Мелхиседека је прославила Грузијска православна црква 17. октобра 2002. Његов празник се празнује 1. октобра.